# Lacinipolia doira
Lacinipolia doira är en fjärilsart som beskrevs av John Kern Strecker 1898. Lacinipolia doira ingår i släktet Lacinipolia och familjen nattflyn. Inga underarter finns listade i Catalogue of Life.